# (13681) Monty Python
(13681) Monty Python (1997 PY1) – planetoida z pasa głównego asteroid okrążająca Słońce w ciągu 5 lat i 64 dni w średniej odległości 2,99 j.a. Została odkryta 7 sierpnia 1997 roku w Kleť Observatory przez Miloša Tichego i Zdenka Moravca. Nazwa planetoidy pochodzi od Latającego cyrku Monty Pythona.